# よしい美希
よしい 美希（よしい みき、1978年6月30日 - ）は、日本のAV女優、元ストリッパー。

## 略歴
1998年に『新官能姫 第5章』でAVデビュー。
1999年9月に浅草ロック座所属のストリッパーとしてもデビュー。
2003年に伊沢涼子（いざわ りょうこ）に改名した。2014年には「熟女レズビアン大全 花弁の甘い香り 撮り下し官能4態」でAV監督にデビュー。
現在はストリッパー業を引退し熟女系女優として活躍している。
趣味:ショッピング

## 作品

### アダルトビデオ
吉井美希 名義
1998年
- 新官能姫 第5章（4月30日、h.m.p）＊デビュー作
- うずき姫（5月27日、h.m.p）
- おしめりエンジェルズ かわいももこ・美月まなか・吉井美希 他（6月21日、h.m.p）
- 性食鬼（7月22日、h.m.p）
- 美穴いぢり（8月26日、h.m.p）
- すけべっ娘 15（8月28日、h.m.p）
- 裏やりすぎ家庭教師（9月26日、h.m.p）
- 射れ喰いマドンナ（10月10日、h.m.p）
- 職業「AV女優です。」（10月18日、エッチ アール シー）
- エレベーターガール濡れた密室（11月27日、h.m.p）

1999年
- やりすぎ女教師 6（1月5日、h.m.p）
- 私は変態女（1月22日、ソフトオンデマンド）
- スーパーおしゃぶりビデオ：吉井美希編（2月15日、h.m.p）
- どすけべ女教師コレクション 5（3月27日、マルクス兄弟）＊オムニバス作品
- 江戸川橋珍歩 第壱話 人形と未亡人〜妖しい瞳に翻弄されて〜（3月、桃太郎）
- あぶないシリーズ 34 女子校生美希（4月1日、U&K）
- Flying Angel 1（4月2日、Mr.プレジデント）
- 放課後美少女カタログ 7（5月1日、アイデアポケット(アタッカーズ））
- FUCK 6 暴発エンジェル6連発! 小沢まどか・吉井美希・つかもと友希 他（5月22日、h.m.p）
- ミニスカ巨乳女教師痴漢電車 3（6月7日、笠倉出版社）
- 放課後の保健室 白衣の性教育（6月15日、フリービジョン）
- 誘惑ミセス 22（7月1日、U&K WF-22）
- エレベーターガール密室レイプ（7月15日、h.m.p）
- FUCK オンザステージ 2（7月25日、アイオンコーポレーション）
- 奴隷女教師 肉体〜カラダ〜記念日（7月30日、シネマジック）
- ラブ・メール（7月、グレース）
- 女子校生いじめ 吉井美希・長瀬愛・吉野亜美（8月6日、フリーク）
- 巨乳濡れ音 2（8月7日、笠倉出版社）
- 美人家庭教師 吉井美希が教えてあげる（8月15日、アトラス21）
- Angel（8月27日、アイデアポケット）
- 人妻レイプ 強制顔射 1（9月1日、U&K）
- 喪服奴隷 16（9月3日、シネマジック）
- アナルトランス 2 (9月3日、ソフトオンデマンド）
- 女子高生監禁凌辱 鬼畜輪姦 24（9月10日、アタッカーズ）
- スーパー調教SM 家畜謝絶禁断 秋本レナ・吉井美希（9月10日、フリーク）
- ナースSEX白書（9月25日、笠倉出版社）
- AV巨乳コレクション 2（10月1日、笠倉出版社）多数出演＊オムニバス作品
- 真夜中の女〜オーバー・ザ・ナイト 加納瑞穂・瞳リョウ・吉井美希（10月10日、h.m.p）
- 女教師スーパーコレクション 1 全20名（11月6日、笠倉出版社）＊オムニバス作品
- 看護婦 蛇縛の往診痴療（11月10日、アタッカーズ）
- 噂の女教師痴漢電車 姫宮エリカ・秋本那夜・坂巻リオナ・吉井美希 他（12月18日、笠倉出版社）

2000年
- 新・官能姫スペシャル（1月22日、h.m.p VTF-001）全7名
- 鷹がナマでやった10人の美女（1月29日、笠倉出版社）＊オムニバス作品
- キャバクラガールの裏エッチ（1月、セントラル出版）
- 奴隷女教師スペシャル 6 生徒の知らない私の秘密 麻生早苗・吉野あゆみ・吉井美希 他（2月4日、シネマジック）
- ドリームシャワーNo6（3月1日、ワープエンタテインメント）
- 完全緊縛強姦 3（3月8日、グローリークエスト）
- コスプレアイドル Best8 Vol.2 レイプ編 椎名みお・吉井美希・小沢まどか 他（3月11日、h.m.p）
- 喪服奴隷スペシャル 5 	柴田はるか・望月ねね・吉井美希 他（4月21日、シネマジック）
- やりすぎ家庭教師スペシャル 3 小沢まどか・吉井美希・白石ことこ 他（5月22日、h.m.p）
- 完熟美女濃縮20連発 DXランジェリーコレクション 2 坂巻リオナ・三浦あいか・秋本那夜・吉井美希 他（5月24日、笠倉出版社）
- 潮吹き物語（6月1日、Success ENTERTAINMENT）
- 女教師Selection 全50名（6月16日、メディアバンク）＊オムニバス作品
- ロードショー 1（6月、ラ・ヴィーナス）
- みるきぃガ〜ルズ! 吉井美希（7月15日、みるきぃぷりん♪）
- ミレニアムコレクション 淫らで卑猥な果実たち Ver.1.0 河合美奈・鈴木くるみ・吉野サリー・吉井美希（8月11日、芳友舎J）
- ウェイトレス 流星ラム・麻宮淳子・秋本優奈・吉井美希 他（9月1日、ムーディーズ）
- 早熟痴女スペシャル総集編 1 大原里美・吉井美希・三枝涼子 他（10月1日、グローリークエスト）
- CABARET＆CLUB キャバクラ嬢 吉井美希・麻宮淳子・三咲まお 他（11月1日、ムーディーズ）

2001年
- 剃毛（1月1日、MOODYZ）
- アイドル 岡崎美女・有賀美穂・水野愛美・吉井美希 他（2月1日、ムーディーズ）
- コンパニオン 三浦あいか・泉星香・吉井美希 他（3月1日、ムーディーズ）
- ラビリンスREMIX 吉井美希・青山美穂（3月27日、エクストリーム）
- 美女達の華麗なエッチ集 三浦あいか・愛田るか・吉井美希 他（4月21日、ジーオーティー）
- コスプレ道 DX 三咲まお 森川珠里 白石みゆき 加藤愛美 吉川みなみ 吉井美希（6月10日、ビデオバンク BNK-00055）全6名
- Miss.Christine Best Angels（6月21日、ビデオバンク BNDV-048）全24名
- 大和撫子（6月15日、帝國映像）
- バイブマニア 麻宮淳子・沢山涼子・黒崎彩・吉井美希 他（6月21日、ジーオーティー）
- 女教師痴漢電車ベスト20 2 有賀美穂・観月麗華・吉野美穂・吉井美希 他（6月27日、笠倉出版社）
- シスターM（7月1日、MOODYZ）共演:藤崎彩花、内田希、真崎ゆかり
- The climax ecstasy 岡崎美女・吉井美希・森村ハニー 他（7月19日、ジーオーティー）
- 魑魅魍魎（8月1日、北都映像）
- おしゃぶりGAME 秋本優奈・野原なつみ・泉星香・吉井美希 他（8月23日、ジーオーティー）
- 実況生ライブFUCK 沢山涼子・吉井美希（8月24日、デジタル・コミュニケーションズ）
- NURSE COLLECTION 三咲まお・吉井美希・流星ラム 他（10月1日、ムーディーズ）
- も･も･い･ろ☆ティータイム（10月22日、ジーオーティー）全9名
- ゴージャス女教師120分 秋山まり子・河村奈々・吉井美希 他（11月17日、マルクス兄弟）
- 気持ちいいSEXしませんか？（12月7日、ジーオーティー）全6名
- 真夜中の女 オーバー ザ ナイト（12月28日、h.m.p HODV-00038）全6名

2002年
- 完全緊縛強姦 総集編 PART3 工藤小夏・吉井美希 他（1月21日、グローリークエスト）
- 絶頂騎乗位RIMIX Vol.2 藤森かおり・水原美々・吉井美希 他（1月25日、グローリークエスト）
- 女教師20年史 全50名（2月22日、ディースリー）＊オムニバス作品
- TOHJIRO作品集 1 森下くるみ・牧本千幸・吉井美希 他（2月22日、ソフトオンデマンド）
- 堕天使の誘惑 三浦あいか・有賀美穂・吉井美希 他（4月11日、キング デマンド デリ DDD-026）全10名
- TOHJIRO作品集 2 	杉本さやか・持田薫・吉井美希 他（4月20日、ソフトオンデマンド）
- レイプドラマ BABEシリーズ 第7巻 夢野まりあ・吉井美希（5月17日、ソフトオンデマンド）＊「陵辱若奥様・嬲り/吉井美希」「綺艶美術女教師2/夢野まりあ」を収録
- 大制服プレミアム 制服美女12人Mix（5月21日、ビデオバンク BNDV-20019）全12名
- こすちゅーむ.えっち（6月13日、キング デマンド デリ DDD-033）全7名
- Miss.Christine Best Angels（6月21日、ビデオバンク）全24名
- 我々が割れ割れをナンパ吸引!! あまいれもん・古管典子・よしい美希（7月10日、ジーオーティー）
- すけすけスケベ! アブノーマルタイム 吉井美希・三浦あいか・流星ラム 他（7月11日、ジーオーティー）
- 現場にオジャマ 突入スペシャル!!! 神谷沙織・春日みゆき・吉井美希 他（7月12日、ビデオバンク）
- フェロモンむんむんお姉さん 騎乗位特集 EVE・岡崎美女・岡田純菜・吉井美希 他（7月15日、ムーディーズ）
- 調教虐め尽くし 美雪ちか・吉井美希・矢次めぐみ 他（7月16日、チャンネルヴィ）
- 真裏流出女優 3 くらもとまい・愛田るか・吉井美希 他（7月18日、GENERATION-X）
- BODY CORE（7月31日、h.m.p）全10名
- AV女優のテク 貴方は我慢できる?（9月12日、麒麟堂）＊オムニバス作品
- 食べ頃の果実 三浦あいか・藤崎美雨・吉井美希 他（10月17日、ジーオーティー）
- 手コキしましょ セーラーバリュー 11人勢ぞろい!!総集編（11月1日、帝国映像）＊オムニバス作品
- 中だしザーメン狂い 吉井美希・北条まや・牧瀬未季 他（12月22日、ONYX VISION）

2003年
- コスプレパニック! 全21名（1月7日、帝國映像）＊オムニバス作品
- Angel Premium 2（2月8日、アイデアポケット）＊オムニバス作品
- 4時間17人の極生本番集 杉本まりえ・琴野まゆ・吉井美希 他（2月15日、アルファーインターナショナル）
- 死夜悪 THE BEST 26 鬼畜輪姦セレクト 8 成瀬まなみ・吉井美希（3月8日、アタッカーズ）
- 剃毛ばっかり集めました ツルツルオマンコ好きですか? 杉本まりえ・中里優奈・吉井美希 他（3月15日、ムーディーズ）
- 女教師痴漢電車 DELUXE 岡崎美女・麻宮淳子・吉井美希 他（4月11日、Five Star）
- 我慢の限界!! vol.7 氷咲沙弥・吉井美希 他（4月12日、Blast Off）
- コスプレQUEEN（6月26日、ジーオーティー）
- レズビアンBEST 藤崎彩花・吉井美希 他（7月1日、ムーディーズ）
- 姦魔輪姦 レイプ コレクターズエディション 井上千尋・吉井美希（9月25日、麒麟堂）

2004年
- Passion Love 吉井美希・森真理子（1月1日、グローバルステーション）
- 誘惑ミセス 22 吉井美希（8月26日、U&K）

2010年
- おんなの旅湯 川奈・熱川温泉編 灘じゅん・鮎川なお・鈴木ミント・吉井美希 他（12月24日、オルスタックピクチャーズ）

2011年
- デビューは単体、今はアナラー AV歴十三年! 脳爆熟女の凄いイキっぷり! 吉井美希 三十六歳（11月25日、淫花帝国）

2012年
- 女ドラゴン危機一発 吉井美希・夏川梨花（9月10日、隷嬢寫眞館）

2014年
- そのとき少女は…なめ愛レズビアン 小司あん・吉井美希（3月16日、レズビアン東京）

2015年
- 夫の仕事の不祥事で、アナルを捧げるハメになった妻（11月24日、熟の蔵）

発売日不明
- ラビリンス（エクストリーム LR-002）VHS
- 狂乱艶舞（AZAS AZ-08）VHS
- 私の中へ… スーパーエクスタシー（マジカルバナナ WN-02）VHS
- プレゼント Vol.6（ワープエンタテインメント PR-006）VHS
- ブルマン裏日記 ホンマッ娘 3（ダッカープロ DP-003）VHS
- ブルマン裏日記 ホンマッ娘 5（ダッカープロ DP-005）VHS
- FACE 02 僕の知らない彼女の素顔（アウダースジャパン FA-002）VHS
- 早熟痴女（グローリークエスト GDR-003）VHS
- 姦魔輪姦レイプ 汚れた女医（麒麟堂 GM-17）VHS
- 陵辱若奥様・嬲り（ソフトオンデマンド BABE-012）VHS
- 淫語パラダイス 吉井美希女教師編（淫語パラダイス倶楽部 ING-12）VHS
- 残縄肉奴隷（ソフトオンデマンド DIRTY-1）VHS
- いけない美人秘書（タカラ映像 ELE-1）VHS
- 黒人 into 吉井美希（ムーディーズ MRP-38）VHS
- natural hi episode 1 よしい美希・竹内あいり（natural hi EP-01）VHS
- プライベートルーム VOL.6（ジャパンニューメディア PR-06）VHS
- 艶姿ゆかた娘 吉井美希・沢村あずさ・稲葉純（桃太郎 AU04）VHS
- 沖縄ホーミー 自然のままに感じてみたい（桃太郎 QW-03）VHS
- VISUAL QUEEN SERIES 吉井美希・渡辺なつき（MEMORY VQ-001）VHS
- feel 5（アピアパーフェクション FL-05）VHS
- 暴力教室 レイプされる!（幻映舎 VAI-01）VHS
- 美人秘書 Beauty Secretary（ヒートアップ HU-02）VHS
- REAL COMING 美希炎上（TREASURE RC-3）VHS
- ハメッ娘組 VOL.16 ミキちゃんのHなキャミソール3P編（ハメッコ学園有志一同 HAM-16）VHS
- 欲しがる「まなざし」 アブナイ刺激私にください（ピアサイトフィルム LI-03）VHS
- ラブマシーン スーパーすけべっ娘シリーズ（オフィスK&K PAS-01）VHS
- Girl淫Dream 快楽淫夢 4（ドリーム GID-04）VHS
- 本能のボルテージ（ピアサイトフィルム HY-05）VHS
- Love or Turth Episode1（チャンネルV OLT001）VHS
- 監禁円舞曲 青いエアメール（サドンデス SD-09）VHS ＊桑門かおり名義

- 天国と地獄
- 隣の小姐婦人(コマダム）濡れ音2

伊沢涼子 名義
2003年
- オナニー・パラノイア（8月10日、ドグマ）
- 強制職場淫姦 病院編（9月8日、アタッカーズ）…共演:水来亜矢、一色志乃
- 女医と看護婦の痴女集団に異常な治療をされてみませんか?（9月10日、ドグマ）共演:三上翔子、桃乃かおり、朝倉なほ（早乙女みなき）、安藤恵理香
- 新 義母 涼子30歳（11月20日、SODクリエイト）
- 天野こころの超高級風俗体験（12月18日、SODクリエイト）共演:天野♥こころ
- 蛇縛アンソロジー 2（12月8日、アタッカーズ）他出演:吉井愛美、坂巻リオナ 他
- 制服ANGELS 激FUCK（12月20日、トランスコーポレーション）他出演:北条まや、深沢芹香 他

2004年
- 未亡人 柔肌の悶え 3 アソコが忘れてくれないの（1月20日、クリスタル映像）他出演:静原まみ、仁科里緒 他
- 寸止め 4 生ごろしはヤメて! 桜木亜美・雨宮まり・伊沢涼子 他（1月29日、クリスタル映像）
- Passion Love（1月、グローバルステーション）他出演:森真理子
- 淫乱雌女 DX 欲情丸出し!セックス狂いで何が悪い!?カワイイ顔してこんなにスケベ!（2月20日、トランスコーポレーション）他出演:中里優奈、琴野まゆ 他
- 変態痴女の履歴書 女医 女教師 女社長（7月25日、FAプロ）他出演:柿本彩菜
- 人妻・若妻・美乳妻20年史 デラックス（10月15日、デジタルドリーム DAJ-047）全15名
- ザ・筆おろし 31 (11月13日、クリスタル映像）他出演:常夏みかん、明乃夕奈、稲葉りお、宮本みのり、沼田奈己
- 若妻の匂い 第八章（11月13日、シーツーコーポレーション）他出演:椿ちせ、倉田響 他
- 世間によくある男と女の色エロ話し（12月10日、FAプロ）他出演:佐伯なな子、横尾奈々 他

2005年
- ザ・筆おろし 祝!!童貞卒業3時間スペシャル（5月20日、クリスタル映像）他出演:瀬乃奈美、吉崎紗南 他
- 集団痴女ベストセレクション 女子校生に、OLに、女医と看護婦に、チンコをオモチャにされて すぎはら美里・はらだはるな・伊沢涼子 他（10月19日、ドグマ）
- 若妻の肌ざわり（12月8日、光夜蝶）※井沢涼子 名義

2006年
- 死夜悪アンソロジー 3（3月27日、アタッカーズ）他出演:瞳リョウ、麻宮淳子 他
- 人妻の情事 IV 夫以外の男に中出しされた妻たち（5月12日、隼エージェンシー）他出演:松本亜璃沙、三上友希、矢吹涼子、桜沢まひる
- 愛しのフェラチーオ 3（5月12日、隼エージェンシー）多数出演＊オムニバス作品
- 未亡人 隠しても淫臭が溢れちゃう 3 高倉梨奈・牧瀬綾子・伊沢涼子 他（6月13日、ルミナス企画）
- 独占女優 2 14人4時間Deluxe（6月16日、ディースリー DDD-261）＊オムニバス作品 全14名
- 若妻イラマチオ 若妻監禁強制イラマ（7月6日、タカラ映像）
- 人妻の告白 夫に内緒でAVに出演する人妻たち（7月10日、隼エージェンシー）他出演:矢吹涼子、藤見玲、翔田千里、藤本あかね
- 近親相姦 9ストーリー（7月10日、隼エージェンシー）他出演:三咲まお、高倉梨奈、矢吹涼子、藤見玲、星野亜美、姫乃あん、白瀬あいみ、水咲葵
- 淫語激オナニスト 3（9月22日、アルファーインターナショナル）他出演:星川未来、吉川美里 他
- いとこの姉さん 〜狂った淫欲〜（9月25日、マドンナ）
- 幸せくずし（10月25日、マドンナ）
- 抜きまくる人妻たち 美しい人妻30人のフェラ&手こき（11月19日、BRAVO）他29名出演
- 庶務二課OL 中出し接待（11月25日、マドンナ）
- 三十路妻中出しドキュメント（11月25日、小林興業）他出演:西浦麻美

2007年
- 北の妹（1月7日、アタッカーズ）他出演:葵あげは
- オナって中出し ザーメン狂い8人（1月10日、アタッカーズ）他出演:寺尾佑里、岸田小雪 他
- まんぷくイジリ（1月16日、十色）他出演:清原りょう、華美月、瀬名涼子 他
- 友人の母（1月26日、Nadeshiko）
- 人妻のオナニー なでしこ24人の本気･生オナニー（1月26日、Nadeshiko）他23名出演
- 喪服奴隷 EX（1月26日、シネマジック）他出演:菊池えり、川島優子 他
- 恵比寿セレブ中出し（3月5日、小林興業）
- 妻イラマ!!!!!!! 若妻イラマチオBest Selection 瀬名涼子・水元みな・伊沢涼子 他（3月8日、タカラ映像）
- TOKYO CELEB Vol.3（4月20日、Nadeshiko）
- 裏・手コキクリニック 〜完全版〜 性交クリニック（5月17日、SODクリエイト）共演:星沢マリ、小林美沙、加納さつき、長谷川さやか、真央瞳、姫野愛
- 美熟女羞恥凌辱総集編4時間 風間ゆみ・小池絵美子・伊沢涼子 他（8月7日、マドンナ）
- グラマラスウーマン（9月7日、ZONE）
- 献身介護 Vol.2（11月20日、大洋図書）
- CALL ME Vol.3（11月25日、ブラーボ）

2008年
- コキクリニック＋性交クリニック＋アナルクリニック＋レディースクリニック 大感謝祭スペシャル 伊沢涼子、陽多まり、ICHIKA、結愛、野々山まい、伊吹りこ、小坂真希、芹川レイラ、水沢雪乃（1月5日、SODクリエイト）
- 「路線バスで美淑女の尻に勃起チ○ポを擦りつけたらヤられるか？」 VOL.2（1月17日、DANDY）他出演:大越はるか、藤咲飛鳥 他
- 熱く濡れたわれ目 48手挿入の知恵 三咲エリナ・織倉まこと・伊沢涼子 他（1月25日、FAプロ）
- 友人の母 総集編 麻生京子・伊沢涼子・椿かをる 他（1月29日、フラットコーポレーション）
- 淫乱奥様熟マン交遊録（2月18日、なでしこ）他出演:葉月由良、榎本典子 他
- 美熟女羞恥凌辱総集編 風間ゆみ・小池絵美子・伊沢涼子 他（2月24日、マドンナ）
- Private File 06（5月13日、コージィ）
- セックスボランティアの実情。 献身介護スペシャルエディション 伊沢涼子・望月ゆみ 他（8月8日、大洋図書）
- 夫婦交換の部屋 欲情 よがり狂う妻／ハマリ狂う夫 Vol.2 伊沢涼子・山口真里（8月13日、FAプロ・プラチナ）
- うれしはずかし体操レオタード 1（8月14日、アキバコム）
- 三十路妻中出しドキュメント総集編 弐 倖田李梨・阿部まりあ・橘弥生・伊沢涼子（11月25日、小林興業）
- TOKYO CELEB 総集編 志村玲子・東条美菜・伊沢涼子・村上涼子（11月27日、フラットコーポレーション）
- 人妻が熟れて我慢できない午後3時 24（12月19日、クリスタル映像）他出演:小林里穂、君嶋かほり 他
- 子持ち不倫妻 ＃5 結婚3年目 美希33歳（12月3日、グレイズ）＊美希名義

2009年
- 世間によくある 男と女の色エロ話し（1月15日、デジタルプラネット）他出演: 桐島秋子、佐伯なな子 他
- 友人の母総集編 椿かをる・麻生京子・伊沢涼子 他（1月29日、フラットコーポレーション）
- 猿轡コレクション 連続装着 特殊猿轡篇（5月20日、隷嬢寫眞館）
- 困惑のクロロホルム 柳澤沙耶香・伊沢涼子（9月4日、隷嬢寫眞館）
- 人妻の蜜と密 3（11月19日、AROUND）
- 月刊近親相姦大全集 第二十一巻（11月20日、NEXT GROUP）他出演:若瀬まどか、小林茜 他
- 夢幻のクロロホルム 柳澤沙耶香・若林美保・伊沢涼子（12月4日、隷嬢寫眞館）

2010年
- 幻惑のクロロホルム 聖青空・石森恵梨菜・伊沢涼子（2月5日、隷嬢寫眞館）
- プラチナ公式 BESTセレクションVOL.8 望月加奈・中森玲子・伊沢涼子・桐島秋子 他（2月13日、FAプロ・プラチナ）
- 束縛エロチカ ダブル・ボンデージ 菜月綾・伊沢涼子（3月5日、隷嬢寫眞館）
- 人妻の蜜と密 完全BEST4時間 加藤なお・関口恵都子・伊沢涼子 他（3月18日、AROUND）
- 人妻性交クリニック 若林美保・伊沢涼子（3月19日、なでしこ）
- 裏路地 2 縛女悶絶（4月1日、隷嬢寫眞館）
- プラチナ公式BESTセレクションVOL.15 16人のレズビアンジュエリー編 伊沢涼子・山口玲子・川上ゆう 他（5月25日、FAプロ・プラチナ）
- 完全拘束の魅力 マミフィケーション 包み込まれて（9月4日、隷嬢寫眞館）
- 熱く濡れたわれ目 48手挿入の知恵 北原夏美・椎名りく・伊沢涼子 他（9月25日、FAプロ・プラチナ）
- Rose 5（11月4日、ランダム）
- 聖夜の隷嬢 姫乃未来・伊沢涼子（12月1日、隷嬢寫眞館）
- マドンナ7周年記念特選美熟女100人16時間（12月25日、マドンナ）＊オムニバス作品

2011年
- セレブ中出し 総集編 3 東条美菜・矢吹涼子・伊沢涼子 他（1月25日、小林興業）
- 人妻ヤリコンファイル file.2 美希（5月2日、デカ拳）＊美希名義
- レオタード・ボンデージ 1（8月1日、隷嬢寫眞館）＊美希名義
- 蜘蛛屋敷 厳重猿轡トランク監禁（9月1日、隷嬢寫眞館）＊美希名義
- ソウルの恋 アラム29歳・美希32歳（9月21日、ルビー）＊美希名義
- 監禁緊縛 うるさい女（10月1日、隷嬢寫眞館EX／妄想族）＊美希名義
- 友達の姉貴 伊沢涼子・月城愛子（10月5日、小林興業）
- 近親相姦 五十路母の再婚 浜崎真実・伊沢涼子（10月10日、ドリームステージ）
- 義母溺愛 膣内中出し 2 美希38歳（10月15日、ソルトペッパー）＊美希名義
- 2011年 小林興業下半期売上げランキング 8時間2枚組（12月15日、小林興業）＊オムニバス作品
- 熟女狩り 20 おう、ハメごろの熟穴や!! 相楽葵・近藤すみか・伊沢涼子 他（12月16日、クリスタル映像）
- 未亡人下宿 伊沢涼子・月城愛子（12月29日、楓）

2013年
- 人妻羞恥 伊沢涼子 (5月21日、アドグループ)

よしい美希 名義
2012年
- 今夜結成!謎の熟女アイドル『猛熟SEXティーチャーズ ババロア』お披露目特番 よしい美希・西城玲華・葉月麻理 他（1月17日、パラダイステレビ）
- 縛と猿轡 ギャグ・トレーニング 猿轡特訓（1月31日、隷嬢寫眞館）
- 巨根ふたなり強制射精 伊沢涼子・北谷静香・南純伶 他（2月3日、サルトル映像出版）
- 実録 痴漢電車 よしい美希・艶堂しほり・神田きょう子（2月18日、グラフィティジャパン）
- 「近●相姦は私たちにおまかせ！」熟女アイドル『猛熟SEXティーチャーズ ババロア』がカラダ張ってお悩み解決 よしい美希・秋川真理（2月24日、パラダイステレビ）
- レオタード・ボンデージ（3月19日、隷嬢寫眞館）＊美希名義
- 接吻女装レズ 2 オンナになって女とキスをする。唾液まみれの絡み合うベロとベロ 瀬名あゆむ・北谷静香・よしい美希 他（3月20日、レイディックス）
- 蜘蛛屋敷 猿轡涎乃地獄 美希流涎（4月1日、隷嬢寫眞館）
- 美人妻を縛ってレイプ（4月9日、MIRAGE）
- 蜘蛛屋敷 厳重猿轡トランク監禁（4月29日、隷嬢寫眞館）＊美希名義
- 「女をイカせるテクは私たちにおまかせ！」熟女アイドル『猛熟SEXティーチャーズ ババロア』がカラダ張ってお悩み解決 よしい美希・保坂友利子（5月20日、パラダイステレビ）
- 綺麗なおばさんは好きですか？ ご無沙汰しているパートおばさんのバイト男子学生口説き（6月10日、ホットエンターテイメント）他出演:澤村レイコ、亜佐倉みんと 他
- AV女優が素●娘に秘技伝授！キモチ良すぎて精子が2m飛んじゃうSEXテクニック 秋川真理・よしい美希（7月3日、パラダイステレビ）
- 人妻たちの不貞告白 私はこうして犯されました（7月25日、ウエスト企画）他出演:森ななこ、菊川まり
- 家政婦グラマラス さき よしい美希・青山沙希（7月28日、ハマジム）
- アノ美熟女6人が男性視聴者とガチSEX10連発! よしい美希・西城玲華 他（8月4日、パラダイステレビ）
- 女子校生監禁凌辱 鬼畜輪姦 完全保存版 002（8月7日、アタッカーズ）＊オムニバス作品
- 極逝綺譚 2 ある人妻の被虐調教惨劇（8月25日、ベイビーエンターテイメント）
- 美熟女野獣FUCK 完全撮り下ろし3時間 北条麻妃・桐岡さつき・よしい美希 他（11月25日、ビッグモーカル）
- ブラックベイビー2012年総集編 Black Baby The Best 2012（12月7日、ベイビーエンターテイメント）他出演:すずきりりか、天野小雪 他
- 明治・大正・昭和 日本毒婦伝 2 阿部定 色ざんげ（12月20日、ルビー）
- 理性ぶっとびSEX-黒獣の宴 〜電獄煩悩無双性交BEST〜 幻想肉棒淫虐挿入（12月25日、ベイビーエンターテイメント）他出演:すずきりりか、天野小雪 他
- 淫唇瞬殺電動ドリルBEST 残酷なる侵略！ 発狂する女達（12月25日、ベイビーエンターテイメント）他出演:友田彩也香、浅倉彩音 他

2013年
- 監禁緊縛 悪夢の家庭訪問 よしい美希・七菜乃（1月1日、隷嬢寫眞館EX／妄想族）
- 友達の姉貴 総集編（2月28日、小林興業）他出演:成宮明菜、優美雛美華、美咲涼
- 実録 痴漢電車 COLLECTION 8時間2枚組 狙われた16人の女たち（3月21日、グラフィティジャパン）＊オムニバス作品
- ボンデージ・アドベンチャー クロロホルム緊縛 5 休日の悲劇 よしい美希・七菜乃（4月1日、隷嬢寫眞館）
- 2犯連射 強制連続発射オーガズム (4月15日、未来フューチャー) 他出演:藤咲セイラ、小司あん 他
- 昭和クラシック・ポルノ・ノワール 15 未亡人と尼僧と極悪坊主 よしい美希・衣麻僚子（4月25日、ルビー）
- 黙々とオナニーに耽る女の子 藤北彩香・晴華れい・よしい美希 他（5月25日、ジャネス）
- ナース・イン・ボンデージ 往診の悪夢 (6月14日、DKプロダクション)
- 息子の友達を薄着で誘惑する母 よしい美希・黒崎いずみ・結花ゆず香（6月20日、スターパラダイス）
- 思春期息子に無理矢理イカされた母ちゃん よしい美希・菅原奈緒美・叶綾子（6月20日、スターパラダイス）
- 美熟女センズリ鑑賞16 〜チ○ポを見たくて仕方がない美熟女たち〜 よしい美希・みなみ瀬奈 他（7月5日、ジャネス）
- 秘本 壇ノ浦陵辱合戦記 尼僧たちの悲愁物語 内藤由美・衣麻僚子・よしい美希（7月25日、ルビー）
- 集金のおばちゃんにチ◯ポ出してヌキ依頼（8月20日、スターパラダイス）他出演:結花ゆず香、曽根千恵美 他
- ボンデージ・アドベンチャー クロロホルムの悪夢 よしい美希・杉田千明・赤坂奈菜（8月16日、隷嬢寫眞館）
- 尼寺（秘）物語 尼僧ぶっかけ念仏講 篠原桐子・よしい美希・内藤由美（9月26日、ルビー）
- 御奉仕ナース バラ色の入院生活（10月3日、コンマビジョン）＊Vシネマ「白衣と老人 覗きぬれぬれ」のDVD版
- 無言痴姦 寝ている母親に射精夜這い（10月20日、スターパラダイス）他出演:黒崎いずみ、叶綾子 他
- 昭和発禁性小説 四畳半襖の下張り 五条楽園の娼婦おゆき 藤田愛子・よしい美希・池玲子（12月19日、ルビー）
- 美熟女野獣FUCK 絶叫悶絶妻 4時間（12月25日、ビッグモーカル）多数出演＊オムニバス作品

2014年
- 熟女デリヘルの卑猥すぎる全貌（1月25日、スターパラダイス）他出演:工藤幸子、黒崎いずみ、狩野あき 他
- 熟女レズビアン大全 花弁の甘い香り 撮り下し官能4態（2月20日、ルビー）他出演:平亜矢子、関根恵子、篠原桐子 他 ＊吉井美希監督デビュー作品
- 尼寺（秘）物語 色狂い尼僧3人衆 野口京子・愛田正子・よしい美希（2月20日、ルビー）
- 崩れかけの身体だけど集金のオバサンとしたい 結花ゆず香・曽根千恵美・よしい美希 他（2月20日、スターパラダイス）
- 緊縛隷嬢 不幸な女の逆襲 中谷小春・よしい美希（3月1日、隷嬢寫眞館EX／妄想族）
- おこづかい撮影 痴態を晒した素人女7人（3月20日、スターパラダイス）＊オムニバス作品
- 生チ○ポが見たい!美人妻のセンズリ鑑賞会 4時間（4月15日、ジャネス）＊オムニバス作品
- M男パニック精子狩り 4時間 全16名（4月25日、ジャネス）＊オムニバス作品
- 黒いパンティストッキングOLレズビアン & ふじこさん（5月18日、レズビアン東京）他出演: 小司あん、沙藤ユリ 他
- 無防備すぎる近所のおばさんに隣の息子が･･･ よしい美希・結花ゆず香 他（5月20日、スターパラダイス）
- 囚われのヒロイン スーパー諜報部員の危機（5月27日、隷嬢寫眞館）＊美希名義
- 尼僧水滸伝 女体を賭ける丁半勝負 久保麗子・美里流李・よしい美希（6月19日、ルビー）
- 更年期戦隊オバレンジャー（7月1日、ルビー）他出演:生田正子、黒崎いずみ 他
- 大江戸情緒女絵巻 和装百態嬲縛痴獄 (7月1日、シネマジック) 他出演:夕樹舞子、宏岡みらい、倉田淳子、森下亜弥、新堂有望 他
- 年頃の息子に犯されイカされる母 沢田みどり・土屋まなみ・菅原奈緒美・よしい美希 他（7月20日、スターパラダイス）
- 昭和浪漫劇場 戦争と官能 待つ女、帰ってきた男（9月11日、ルビー）他出演:桐島秋子
- 競泳水着レズビアン 2（9月14日、レズビアン東京）他出演: 峰岸ふじこ、九条さなえ 他
- 鱗太朗ARCHIVES 4時間SP 夫の三人の兄に性奴隷にされた嫁 美雪沙織・中村京子・よしい美希（10月23日、ルビー）
- 昭和浪漫劇場 愛人バンク「夕暮れ族」（11月6日、ルビー）他出演:天野小雪
- 童貞クン募集ドキュメント（11月20日、ルビー）他出演:川上ゆう
- 熟女レズビアン大全 愛しい貴女に抱かれたい（12月18日、ルビー）他出演:生田正子、原佐知子 他

2015年
- M美熟女生中出し（1月20日、ラハイナ東海）他出演:汝鳥すみか
- 女性豪伝 明治大正昭和篇 池麗子・寺田志乃・よしい美希 他（5月21日、ルビー）
- 熟女レズビアン大全 2 〜14人の美熟女が淫らに絡まるレズ宴〜4時間!（6月25日、ルビー）＊オムニバス作品
- 絶頂痴態！失禁潮吹きアクメ スーパーベスト240分（7月13日、ベイビーエンターテイメント）多数出演＊オムニバス作品
- 月刊熟女秘宝館 宵闇に戯れて芳しい淫汁滴る（7月20日、スターパラダイス）他出演:浅井舞香、宮沢志乃 他
- 熟女レズ 三人交尾 東尋坊・北陸にて よしい美希・内藤由美・柊木千里（8月6日、ルビー）
- 明治大正昭和のエロドラ20選 尼僧と遊女と未亡人 4時間DX（8月20日、ルビー）多数出演＊オムニバス作品
- ［明治・昭和］日本毒婦伝 阿部定／高橋お伝 よしい美希・美里流李 他（10月25日、ビッグモーカル）
- 淫乱おばさんチ○ポ中毒大全集（10月25日、メロウムーン）＊オムニバス作品
- 理性ぶっとびSEX-黒獣の宴〜電獄煩悩無双性交BEST〜幻想肉棒淫虐挿入（11月23日、ベイビーエンターテイメント）＊オムニバス作品
- 明治大正昭和のエロドラ20選 第2集 尼僧と遊女と未亡人 4時間DX レンタル版（12月19日、フォーディメンション）＊オムニバス作品
- 2015年RUBY年鑑 ロマンポルノ レンタル版（12月19日、フォーディメンション）＊オムニバス作品
- 監禁緊縛 トリプルクロス 三人娘三つ巴の緊縛劇 市川彩香・夏川梨花・横山美奈・よしい美希（12月25日、隷嬢寫眞館EX／妄想族）＊オムニバス作品

2016年
- 熟女3人レズリー旅行 兵庫・朝来篇 よしい美希・水谷蘭子・奈良絵美子（1月19日、ルビー）
- 『強い女』を力づくで犯す。 桜沢まひる・藤本ちさと・東城えみ・よしい美希 他（1月25日、ながえスタイル）
- 身近な若い男がそそる･･そして疼いてしまう･･心配りや奥ゆかしさを持った熟女が男を欲しがって大人の恥を晒す 一回だけよ･･･私達の関係は今日だけよ･･･ 宮本紗央里・翔田千里・よしい美希 他 (4月10日、ホットエンターテイメント)
- 「ダメッ、中には出さないで!」息子とのセックスに夢中になり、思わず受精してしまった母（5月20日、スターパラダイス）
- 抱きしめたい、愛しい貴女を!三十路四十路五十路の熟女たちが狂おしくエロチックに乱れ舞う女体の蠢き!!熟女のレズビアン大全集 2 全20名 (6月10日、なでしこ)＊オムニバス作品
- 緊縛ハンド・スパンキング 2 (6月13日、DKプロダクション) 他出演:若林美保
- 緊縛女王様大全 Ⅰ (6月17日、DKプロダクション) 他出演:宮咲志帆、穂波さやか
- 明治大正昭和のエロドラ20選 第3集 尼僧と遊女と未亡人 4時間DX (6月19日、ルビー) ＊オムニバス作品
- 熟女3人レズリー旅行 出羽三山篇 宮前奈美・宝生苑子・よしい美希 (6月19日、ルビー)
- おねだり緊縛大全 Ⅰ (8月18日、DKプロダクション) 他出演:上原綾、宮咲志帆 他
- 監禁・強姦BOX3　6枚組スペシャル (8月19日、Brutal House) ＊オムニバス作品
- 中出し近親相姦 息子にゴム無しで生挿入される母 (8月20日、スターパラダイス) 他出演:白美たま子、神崎久美 他
- 剥き出しの性愛 夢の虜 (9月3日、コンマビジョン) 他出演:後藤リサ、小川はるみ 他 ＊「つわものどもの夢のあと 剥き出しセックス、そして…性愛」のDVD版
- エロすぎる勝負下着で男を興奮させるフェロモン人妻 妖艶むさぼりSEX4時間 (9月7日、桃太郎映像出版) 他出演:綾瀬るか、希咲エマ 他
- 私服緊縛 10 (9月15日、DKプロダクション) 他出演:宮咲志帆
- 寝取られ熟女 レズビアン夜這い 2 (9月19日、ルビー) ＊オムニバス作品
- 素人エロドッキリ大賞 完全盤 6枚組 (9月20日、スターパラダイス) ＊オムニバス作品
- おねだり緊縛 7 (10月3日、DKプロダクション) 他出演:すみれ(東尾真子,山梨ゆず)、御前珠里
- 昭和エロ映画名作劇場 新・団地妻 昼下がりの情事 (10月19日、ルビー) 他出演:友田真希、里中亜矢子
- 引き返せない けどやめられない 母子相姦 21人 8時間 (10月20日、スターパラダイス) ＊オムニバス作品
- 夫婦ゲンカで家出してきた嫁の母 (11月13日、マドンナ)
- 緊縛特選 17 逆海老縛り 5 (11月17日、DKプロダクション) 他出演:大城かえで、つるのゆう 他
- 私服緊縛 13 (11月28日、DKプロダクション)
- 私服緊縛 14 (12月7日、DKプロダクション) 他出演:宮咲志帆、すみれ(東尾真子,山梨ゆず)
- 緊縛クリニック 熟女悶絶 不眠症電マ診療 よしい美希・若林美保（12月9日、レアル・ワークス）
- 緊縛特選 18 高手小手縛り 6 (12月20日、DKプロダクション) 他出演:宮咲志帆、冴木麗香 他
- バレたら家庭崩壊!絶対にヤってはいけない家族に夜這いしてしまった!! 3 麻生美帆・よしい美希 他（12月23日、なでしこ）

2017年
- 私服緊縛 15 (1月4日、DKプロダクション) 他出演:宮咲志帆、御前珠里
- 私服緊縛 16 (1月17日、DKプロダクション) 他出演:宮咲志帆、御前珠里
- 正座緊縛Ⅹ (2月28日、DKプロダクション) 他出演:宮咲志帆、すみれ(東尾真子,山梨ゆず)
- 『え、こんな私のカラダで興奮するの？』2 女を忘れかけ無警戒に乗り込んだ電車内で若い青年に熟れた胸や尻を弄られたおばさんは感じまいと必死に抵抗するが、性感帯を刺激された瞬間スイッチが入ってしまった (3月10日、ケイ・エム・プロデュース) 他出演:	艶堂しほり、中森玲子 他
- 欲しがり美乳母のねちっこい母子交尾 3 よしい美希 41歳 (3月17日、Salt Pepper)
- 私服緊縛 17 (3月27日、DKプロダクション) 他出演:宮咲志帆、若林美保
- なまいき女を犯す いやらしい屈辱顔 よしい美希・柳田やよい・川瀬さやか (4月13日、ながえスタイル)
- バレたら家庭崩壊!絶対にヤってはいけない家族に夜這いしてしまった!! 4（4月28日、なでしこ）他出演:宮平亜矢子、浅井舞香 他
- 緊縛スチール撮影 46 (5月4日、DKプロダクション) 他出演:宮咲志帆
- 緊縛特選 25 胡坐縛り 8 (5月9日、DKプロダクション) 他出演:笠木忍、宮咲志帆 他
- 私服緊縛大全 Ⅰ (5月15日、DKプロダクション) 他出演:宮咲志帆、若林美保
- 緊縛スペシャル大全 16 (5月25日、DKプロダクション) 他出演:山口玲子、内田千穂 他
- 緊縛特選 26 逆海老縛り 8 (6月8日、DKプロダクション) 他出演:松岡紗幸、宮地奈々 他
- 愛と官能の昭和人生劇場 女たちの愛憎篇 よしい美希・天津琴美 他 (6月9日、なでしこ)
- もうどうなってもいい･･･夫を裏切る禁断のポルノ よしい美希・通野未帆・水原さな (6月13日、FAプロ)
- 服従女教師 悪女の教壇 西田カリナ・戸田ゆりあ・よしい美希 他 (6月19日、アタッカーズ)
- ご無沙汰熟女が我慢出来ずに身近なチ○ポで性欲解消 よしい美希・岡奈々子・黒崎いずみ 他 (6月20日、スターパラダイス)
- 私服緊縛大全 Ⅲ (7月7日、DKプロダクション) 他出演:笠木忍、宮咲志帆 他
- 昭和悲歌 ヤミ金屋の罠に嵌り喪服を剥ぎ取られ犯されゆく 5人の巨乳未亡人強辱通夜 4 立花さくら・よしい美希・南ももこ 他 (7月14日、なでしこ)
- 淫語母 精子の香りに欲情して禁断の肉棒を求める四十路母 よしい美希 四十一歳 (7月20日、センタービレッジ)
- 私服緊縛大全 Ⅳ (7月24日、DKプロダクション) 他出演:宮咲志帆、大城かえで 他
- 新奴隷捜査官 2 復讐の弾痕 波多野結衣・よしい美希 (10月1日、アタッカーズ)
- 母親夜這い よしい美希・愛田正子 他 (10月20日、スターパラダイス)
- [閲覧注意]輪姦レイプ映像ノーカット無編集・婦女強姦犯罪記録 壮絶!クロロホルムとスタンガンで昏睡、媚薬で痙攣、肉奴隷・犯し潰された豊満主婦 (12月1日、熟女塾／エマニエル)
- 緊縛スチール撮影 50 (12月6日、DKプロダクション)他出演:宮咲志帆、塚田詩織 他
- ミツバチと甘い花蜜 片岡なぎさ・よしい美希・浅井陽登 (12月7日、SODクリエイト)
- やまとなでしこソウルイケメンち○ぽの旅 若林美保・よしい美希・桐岡さつき 他 (12月7日、Melloe Moon)
- 緊縛スチール撮影 51 (12月14日、DKプロダクション) 他出演:宮咲志帆、若林美保
- 緊縛スチール撮影 52 (12月15日、DKプロダクション) 他出演:倉科もえ、川崎紀里恵

2018年
- AV女優 プロフェッショナル オナニーの流儀 (2月7日、桃太郎映像出版) ＊オムニバス作品
- 大正昭和平成のエロドラ11選 五条の女郎衆と貞女と女性犯罪 4時間DX よしい美希・池端怜子 他 (3月19日、ルビー)
- 禁断秘話 息子と母 〜忘れられない息子のサオ〜 (3月25日、ながえスタイル)
- 緊縛フルコース35 (4月1日、DKプロダクション)
- 新奴隷捜査官 3 悲しみの復讐者 西野翔・よしい美希 (4月1日、アタッカーズ)
- 熟女レズ発情 人妻の欲情と女盛りの肉体 宝田さゆり・大崎静子・よしい美希 他 (4月7日、Melloe Moon)
- 熟女レズ発情 濃厚4名 人妻の痴情 竹内梨恵・大崎静子・平清香・よしい美希 (6月7日、Melloe Moon)
- 激動の時代 男女の愛憎小説 傑作二選 (6月8日、新世紀文藝社) 他出演:多田淳子、宮前奈美 他
- フル勃起チ○ポをおばさんにエンドレス挿入!〜四十路・五十路・六十路熟女にザーメン濃縮注入!〜BEST 480分 (7月19日、HOT) ＊オムニバス作品
- 夫のために、息子のために、親友のために･･ 他人に股ぐらを広げてしまった主婦たち よしい美希・倉本雪音 他 (7月25日、ながえスタイル)
- フル勃起チ○ポをおばさんにエンドレス挿入！〜四十路・五十路・六十路熟女にザーメン濃縮注入！〜BEST 480分 Vol.2 (8月19日、HOT) ＊オムニバス作品
- 熟まんモッコリ!パッツン!パッツン!ザーメン爆出しチ○ポぶっこみ地獄! 8時間（9月19日、HOT）他出演: 三橋理絵、松原ちとせ 他
- マッスル 北国の青い空 巨乳妻集団凌辱 中村京子・吉野翠玲・よしい美希 他 (9月19日、ルビー)
- [閲覧注意]熟女輪姦レイプ映像 File＃05「被害者：20代〜40代・爆乳主婦」	西村ニーナ・水元恵梨香・よしい美希 (10月1日、熟女塾／エマニエル)
- ヘンリー塚本 不純の愛 110分間の抜ける有害図書 柊木なな・水城奈緒・よしい美希 他 (10月13日、FAプロ)
- コスプレ特選緊縛 Ⅲ 長襦袢篇 (10月29日、DKプロダクション) 他出演:宮咲志帆、酒井ちなみ
- 官能ドラマで見る女の昭和史 柊木千里・よしい美希 他 (11月1日、フォーディメンション)
- 欲しがり美乳母のねちっこい母子交尾 3 (12月7日、ソルトペッパー)
- ヘンリー塚本 ナマナマしいファック 人生いろいろ よしい美希・斉藤みゆ・川越ゆい 他 (12月13日、FAプロ)
- 【ノーパン喫茶】【愛人バンク】 昭和夜の青春物語 (12月14日、日本藝術浪漫文庫) 他出演:天野小雪よしい、羽田希 他

2019年
- 発禁ポルノ小説 (1月11日、日本藝術浪漫文庫) ＊第一話【「乱れ雲」より第四章「夕顔」】、第二話【屋根裏の散歩者】 他出演:多田淳子、宮前奈美 他
- おば様たちのレズビアン スペシャル PART2 (2月1日、フォーディメンション) ＊オムニバス作品
- 卑猥映像 絶対ヌケル!! 四十路・五十路・還暦熟女 えげつない濃厚変態SEX4時間 4 生々しい本気のガチイキスペシャル!! 全16名 (3月16日、ビッグモーカル) ＊オムニバス作品
- レズ温泉【泥沼の三角関係】 (5月17日、日本藝術浪漫文庫) 他出演:美里流季、内藤由美
- レズ友熟女のねっとり温泉旅行 多田淳子・宮前奈美・よしい美希 他 (5月23日、シックスナイン)
- 「僕を男にしてください!」熟女AV女優に筆下ろしをお願い!童貞くんは無事に初挿入する事が出来るのか!! (8月24日、シックスナイン) 他出演:帝塚真織、彩美ルリ子

2020年
- 思春期息子の体験談 いやらしい母ちゃん 総集編 久保今日子・倉本雪音・羽生ありさ・よしい美希 (3月13日、ながえスタイル)
- 温泉でのセックスは宿に到着前からマ○コから湯気が出るほど興奮が止まらないという事実6人（4月7日、桃太郎映像出版）他出演:河北麻衣、倉多まお、三苫うみ 他
- 艶熟レズ 濃厚な接吻五十路ベスト4時間 竹内梨恵・円城ひとみ・よしい美希 他（4月7日、Melloe Moon）
- 僕のことが大好きなママと、クラスで一番美人な友達のママで行った二泊三日の混浴温泉旅行 波多野結衣・よしい美希（12月17日、グローリークエスト）

2021年
- 尻穴の快楽に逆らえない人妻たち8人（3月7日、桃太郎映像出版）他出演:香坂澪、藤咲沙耶、甲斐ミハル 他
- 禁断秘話! 母と息子 ベスト版 藤澤美織・よしい美希 他 (3月25日、ながえスタイル)
- 昭和レトロ猥褻映画館 もち肌の京おんな12人 浅井舞香・高樹あさか・林由美香・よしい美希 他 (4月19日、ルビー)
- お義母さん、にょっ女房よりずっといいよ･･･ (5月6日、タカラ映像)
- 【Gボイン】 蒼汰くんのお母さん 45歳の色気といったら･･･ 【真・四畳半】 (6月1日、プラム)
- 憧れの女上司と (6月24日、タカラ映像)
- 熟女と熟女がイカせ合う!その横ではまた違う熟女同士がイカせ合う! よしい美希・観月しおり 他 (7月13日、セレブの友)
- 淫乱SEX合コン・乱交バージョン!だれが見ててもお構いなし、どんな場所でもSEXしまくる男と女!チ○コとマ○コが入乱れる極秘飲み会! 空見依央梨・よしい美希 他 (7月19日、婦人社)
- たびじ 母と子のふたり旅 (7月22日、タカラ映像)
- 彼女に内緒で彼女の母ともヤってます… (8月7日、JET映像)
- 人妻の花びらめくり (8月19日、エマニエル)
- 居酒屋で憧れの人妻女上司と2人きりで飲んでたら酔ったみたいなのでどさくさまぎれにキスをしたら･･･ よしい美希・赤瀬尚子 他 (8月27日、グラフィティジャパン)
- おしっこ114連発 98人（9月2日、グローリークエスト）＊オムニバス作品
- 真・異常性交 四十路母と子 其の拾七 勉強一筋の息子が目覚めた性欲に流される母 (9月7日、グローバルメディアエンタテインメント)
- 誰にも言えない･･･娘の夫に無理やり抱かれたなんて･･･ 5 よしい美希・優木なお 他 (9月27日、グラフィティジャパン)
- 巨乳を揺らして、デカ尻を打ち付けながら、激しく腰を振る発情女たち13人のディルドオナニー! 加藤あやの・島津かおる・よしい美希 他 (9月28日、セレブの友)
- プロデューサー厳選!! 絶対に見て欲しい熟女30人 撮影現場でマジ勃起した絶対ヌケるスケベ映像 30人 4時間 (10月26日、グローバルメディアエンタテインメント) ＊オムニバス作品
- 日本藝術浪漫文庫 新版・墨東奇談 ミミズ千匹おゆきの名器 (10月26日、なでしこ)
- お母さんの玩具になった僕 極上美義母の華麗なる淫戯! (11月2日、ルビー)
- 異例の大抜擢!! 男を熟知した肉感的イイオンナ よしい美希 46歳 MONROE専属決定SPECIAL (11月9日、マドンナ)
- 義理の息子 性欲の強い義理の息子にメロメロにされた義母 (11月11日、タカラ映像)
- 【熟女人妻】再婚する母へ…嫉妬した僕の止まらない中出し近親相姦 (12月14日、マドンナ)

2022年
- 【熟女人妻】MONROE専属第3弾！ 愛欲の果て〜汗だくで劣情に堕ちる母子相姦〜 (1月11日、マドンナ)
- 人妻たちのガチイキまる見えディルドオナニー Ⅲ よしい美希・艶堂しほり 他 (1月27日、グラフィティジャパン)
- 【熟女人妻】温泉旅館で親子二人きり…。再婚する母を婚前旅行で孕ませました。 (2月8日、マドンナ)
- 【熟女人妻】息子が帰省中、ラブホテルSEXに溺れる中年夫婦。 (3月8日、マドンナ)
- 母と息子〜ザ・近親相姦総集編〜 熟れゆく10人の禁断セックス 井上綾子・伊織涼子・よしい美希 他 (3月22日、ながえスタイル)
- 夢の母娘（おやこ）どんぶり、いただきます。 vol.2 よしい美希・片岡はる 他 (4月1日、ビッグモーカル)
- 【熟女人妻】父の不在中、義母とお風呂で2人きり…〜ウブな童貞息子を筆下ろし相姦〜 (4月12日、マドンナ)
- 田舎の近親相姦 剛毛な母の性欲 濃いマン毛が息子棒を包み込む禁断交尾 6人4時間 (4月12日、なでしこ) ＊オムニバス作品
- 【熟女人妻】下着モデルを志す義母の艶やかな肉体に誘われて…本能のままに何度も溺れてしまった1週間 (5月10日、マドンナ)
- 【熟女人妻】僕だけが知っている…友達のお母さんとヒミツの手ほどき (6月14日、マドンナ)
- 豊潤熟奴隷 天罰を下された哀れな人妻 (7月19日、ドグマ)
- 嫁の母と禁断性交 其の弐拾八 妻よりもお義母さんの方がいいよ… (7月26日、グローバルメディアエンタテインメント)
- 代理出産の母 (7月26日、タカラ映像)
- 息子の受験で上京した際すけべな義兄に揉まれてしまった素朴で優しい田舎の弟嫁 (8月2日、熟女大学／熟女卍)
- 寝取らせ変態夫婦 他人棒で生中種付け (8月11日、センタービレッジ)
- ネトラレーゼ 部下とまさか… (8月23日、タカラ映像)
- 無防備が過ぎる!?筆おろしは巨乳で巨尻な家政婦と…その谷間とお尻はボクには刺激が強過ぎです…(8月23日、クリスタル映像)
- 「お母さんを許して」娘の旦那のデカチンに我を忘れてイキまくる母･･･第四章 (8月27日、グラフィティジャパン)
- 人妻たちのガチイキ丸見えディルドオナニー Ⅴ 平井栞奈・琴岡美雪・よしい美希 他 (9月27日、グラフィティジャパン)
- 居酒屋で女上司のマン汁飲んでみた 残業1日目 よしい美希・優木なお (10月1日、ビッグモーカル)

他

## 出演

### 映画
吉井美希 名義
- スチュワーデス禁漁区 昼も夜も昇天（DVDタイトル:誘うスチュワーデス）（2000年12月8日公開、Xces Film）監督:片岡修二[5]

伊沢涼子 名義
- 白衣と老人 覗きぬれぬれ（DVDタイトル:御奉仕ナース バラ色の入院生活）（2006年10月18日公開、Xces Film）監督:新田栄[6]
- 美人歯科 いじくり抜き治療（2008年12月19日公開、大蔵映画）監督:国沢実[7]
- 折檻調教 おもちゃな私（2009年6月19日公開、大蔵映画）監督:松原一郎 ＊新版タイトル「変態性宴　美肉さそい」2012年12月7日公開[8]
- THEレイパー〈闇サイト編〉美姉妹・肌の叫び（2010年公開、大蔵映画）監督:国沢実[9]
- 兄嫁の肌は熱く甘く（2011年4月1日公開、大蔵映画）監督:国沢実[10]
- つわものどもの夢のあと 剥き出しセックス、そして…性愛 別題:剥き出しの性愛 夢の虜（2012年1月6日公開、新日本映像）監督:松岡邦彦[11]
- 変態女課長 陵辱ぶち込む（2012年2月3日公開、大蔵映画）監督:国沢実[12]
- SEXカウンセラー 変態えぐり療法（2012年6月29日公開、大蔵映画）監督:国沢実[13]
- ホテトル嬢 悦楽とろけ乳（2012年7月13日公開、大蔵映画）監督:池島ゆたか ＊主役:周防ゆきこ[14]
- 露出願望 見られたい人妻（2014年1月31日公開、大蔵映画）監督:国沢実[15]

### オリジナルビデオ
吉井美希 名義
- 新 校内写生U（ウルトラ） 盗殺マニアVS女子高生（1998年12月1日、スリーヴィ・ジャパン）監督:干支独活[16]
- 真夜中の女 オーバーナイト 蒼い夜 復讐編（1998年、エイトマン）監督:神野龍太郎
- 強奸監禁ビデオショップ（1999年、ピンクパイナップル）監督:中田信一郎[17]
- 過激・人妻の性 奥サマは恥女（2000年2月25日、サブマリンフィルムズ）監督:霧沢康平・平体雄二[18]
- 昭和浪漫 愛人バンクの女（2014年、エー・ビー・エンターテイメント）監督:桐島秋子[19]
- 禁じられた性 戦争ポルノ（2014年、エー・ビー・エンターテイメント）監督:桐島秋子[20]
- バブルと寝た愛人たち（2014年、ルビー）監督:桐島秋子[21]
- 戦禍の未亡人（2014年、ルビー）監督:桐島秋子[22]

伊沢涼子 名義
- 新任歯科助手 発情クリニック（2003年1月22日、TMC）監督:ナリオ ＊主役:有希比奈[23]
- 女的 ターゲット（2003年、エーライツ）監督:薬師寺光幸[24]
- 爆裂スロッター・一撃帝王伝 伝説の攻略プロ（2004年5月2日、ネクスタシー）監督:石川次郎[25]
- 淫らなメイド 欲望のままに…（2004年5月26日、レジェンド・ピクチャーズ）監督:石川均[26]
- 欲情 湯けむり旅館 美人女将がご奉仕します（2004年6月4日、ムーンライト）監督:阿知波孝[27]
- 咲子の寿司 絶品・寿司対決!! 別題:咲子の絶頂エロっこ寿司対決（2006年1月11日、ネクスタシー）監督:城定秀夫[28]
- 背徳の宴 美人妻たちの痴態（2006年9月6日、ムーンライト）監督:阿知波孝 かわさきひろゆき＊7話の総集編 [29]
- 爆裂外伝 美女スロッター伝説（2006年10月4日、ネクスタシー）監督:石川二郎[30]
- 女盗撮師 暴かれた素顔（2007年2月6日、ムーンライト）監督:国沢実[31]
- 淫らなメイド お勃ちになって!ご主人様（2009年2月7日、レジェンド・ピクチャーズ）監督:金田敬
- 福まんの人妻　男を立たす法則 別題:あげまんの人妻/キャリーオーバー発生中!（2009年4月22日、Xces Film）監督：松岡邦彦※主演作品 共演:倖田李梨、夏川亜咲、他[32]
- 熟女妻背徳図鑑（2011年4月6日、ゴールデンムーンライト）監督:石川二郎、国沢実 ＊「爆乳スイミングスクール」「愛の裸エプロン」「女盗撮師〜暴かれた素顔〜」を編集したもの
- 淫らなメイド あなたの愛に包まれて（2011年5月13日、レジェンド・ピクチャーズ）監督:金田敬[33]
- 御奉仕ナース バラ色の入院生活（2013年10月3日、コンマビジョン）監督:新田栄
- エロすぎる未亡人スペシャル9 もっと…もっと頂戴っ!（2015年）[34]
- 戦争と官能 散りゆく夫と最後の契りを結ぶ妻（2017年3月17日、エー・ビー・エンターテイメント）監督:木村浩之
- 特撮エロ大戦! 更年期戦隊オバレンジャー（2017年4月1日、エー・ビー・エンターテイメント）監督:木村浩之
- 人妻の飽くなき欲求（2022年）[35]

よしい美希 名義
- 性の発禁本シリーズ 秘本「屋根裏の散歩者」（2015年7月9日、ルビー）監督:伊勢鱗太朗[36]
- 結婚前夜 濃密な3日間の出来事（2023年7月5日、Breeze）監督:朝霧浄、共演：山岸逢花、及川大智

### テレビ
- 田村淳の地上波ではダメ!絶対!(BSスカパー!) - アダルトグッズ通販番組企画「いいもの発見! ダメ!絶対!ショッピング」でモニター女性の「吉井さん」として出演。

## 写真集
- 女性アイドル写真集 彩裸 SAIRA 小沢まどか・森下くるみ・吉井美希 他（1999年6月25日、司書房）撮影:横山こうじ、西尾和久 他 ISBN 978-4812802724
- 吉井美希写真集 One and Only（1999年11月20日、ファンタジア/心交社）撮影:中村隆之 ISBN 9784883024162
- 吉井美希写真集 美少女愛奴シリーズVol.2（2000年9月10日、大洋図書）撮影:遼鏡嘩 ISBN 9784813003717